# 小樽堺町ゆかた風鈴まつり
小樽堺町ゆかた風鈴まつり（おたるさかいまちゆかたふうりんまつり）は、北海道小樽市で行われていたイベント。小樽市堺町の商店主たちによる小樽堺町ゆかた風鈴まつり実行委員会の主催により、毎年8月初旬の週末に、小樽市の観光名所である堺町通りで開催されていた。夏季の堺町通りを歩行者天国として風鈴や風車を飾りつけ、来場者が浴衣姿で楽しむイベントであり、浴衣の着こなしを競う「ゆかたコンテスト」や、撮影スポットとして作られた「風鈴トンネル」や「和傘通り」などで人気を集めていた。

## 沿革

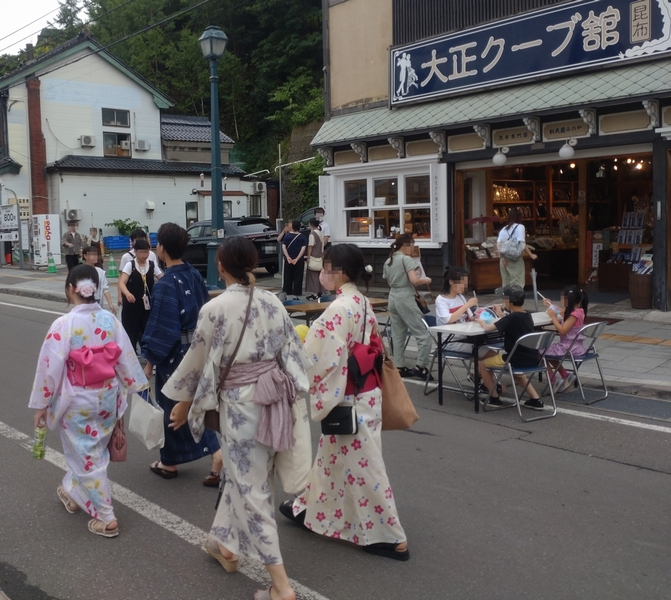
浴衣姿での来場者たち（2023年8月6日）

小樽市堺町の夏季のイベントとしては、過去には「堺町ゆかた提灯祭り」があった。堺町通りを歩行者天国として、沿道の店舗を提灯や浮き玉で作った風鈴で飾り、小樽市民や観光客に浴衣姿で散策を楽ませるイベントである。
2012年（平成24年）に、小樽市内の商店街で9番目の振興組合である「小樽堺町通り商店街振興組合」が設立され、この組合の支援のもとで、「堺町ゆかた提灯祭り」を「ガラスの街」として知られる小樽らしい名称と内容に衣替えしる、堺町地区の魅力を発信するイベントとしたものが、「小樽堺町ゆかた風鈴まつり」である。
「風鈴で街を彩る」というコンセプトは、若手経営者により発案された。開催にあたって、小樽市の助成を受けることは叶わなかったが、「商店街振興組合を対象とした北海道からの成金がある」との情報をもと、組合が小樽市や北海道の担当者と相談し、事業費の半額助成を2012年度から3年間にわたって受けられる見通しが立ったことで、開催に至った。
新型コロナウイルス感染防止のため、2020年（令和2年）、翌2021年（令和3年）は中止され、2022年（令和4年）には3年ぶりに開催された。
「小樽堺町ゆかた風鈴まつり」としてお開催は2024年（令和6年）が最後となり、翌2025年（令和7年）からは開催日程を7月に変更し、「小樽七夕祭り」として開催されている。

## 開催内容

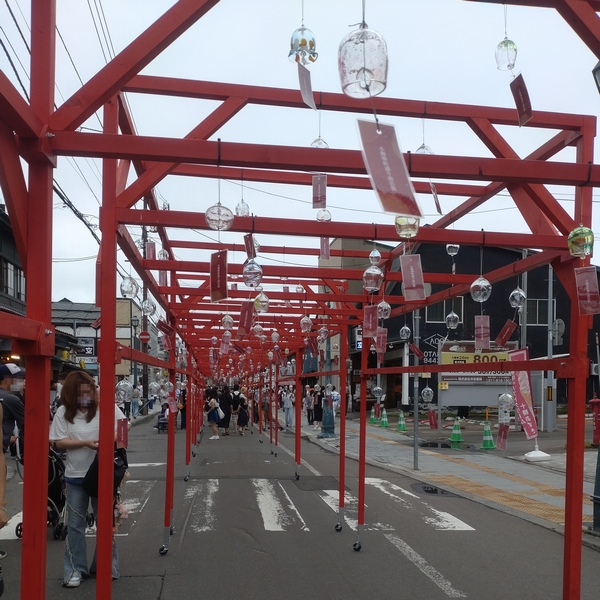
風鈴トンネル（2023年8月6日）

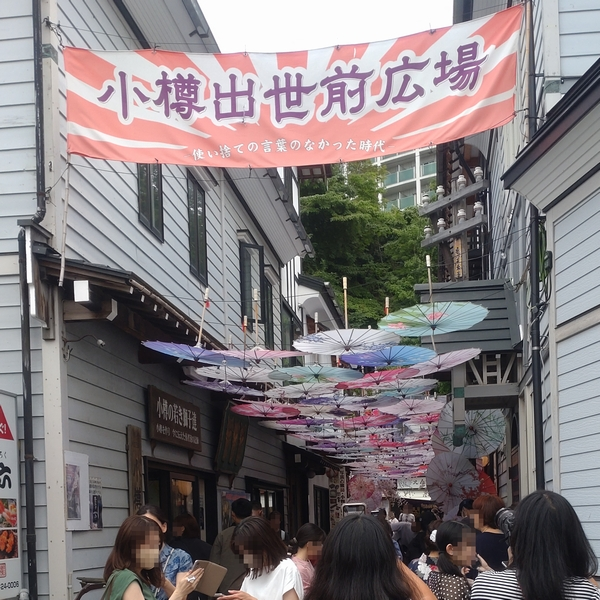
和傘通り（2023年8月6日）

2012年の第1回では、小樽市内のガラス工房の協力のもと、実行委員会のメンバーが手作業で制作した約千個の風鈴が堺町通りを飾った。メルヘン交差点には、クリスマスツリー状の板に風鈴を吊した「風鈴ツリー」が設置された、小樽観光協会による冬季のイベント「ロングクリスマス」用のイルミネーションを借用したもので、堺町通り商店街振興組合が任意団体ではなく正式な組合組織のために、借用に成功した。ツリーには、実行委員会メンバーの1人がデザインしたイベントキャラクター「ふうリン子ちゃん」と「ふうリン坊くん」が飾られ、夜間にはLED照明でライトアップされた。
浴衣の着こなしを競う「ゆかたコンテスト」は、ゆかた提灯祭りの頃から実施されており、ゆかた風鈴まつりのメインイベントである。多くの観客が詰めかける人気イベントであり、参加者が百人以上に及んだこともある。
あまとうやルタオなどの小樽市内の製菓店の菓子の早食いを競うイベント「スイーツ早食い対決」も、ゆかた提灯祭りの頃からの恒例である。東京や岐阜などの北海道外、さらには香港からの参加者もおり、常連の参加者もいる。2013年（平成25年）には、岐阜市から参加した大学生が優勝した。
2014年（平成26年）開催時には、今年は全国のガラス工房が参加する「全国がらす風鈴コンテスト」が初めて実施された。日本全国300か所のガラス工房に風鈴の製造を依頼して、製作された風鈴を会場に飾り、来場者が気に入った作品に投票するものである。2014年には小樽を始め、東京、大阪、沖縄など、日本各地の工房から42人から応募があり、観光客776人に投票の結果、第1位は群馬県藤岡市の工房の夫妻の製作した製品、第2位は富山県朝日町、第3位は長野県安曇野市と、いずれも道外の製品が上位に選ばれた。
2015年（平成27年）と2016年（平成28年）には、このイベントで用いられた風鈴が、同じく小樽の夏のイベントである「小樽がらす市」に提供されて、会場随所に展示され、がらす市を盛り上げた。
2017年（平成29年）には、200メートル以上にわたって数千個の風鈴を飾りつけた「風鈴トンネル」が設置され、その後も人気の撮影スポットとなり、浴衣姿で記念撮影する来場者の姿も見られるようになった。
2022年（令和4年）には、堺町の人気スポットの一つ「出世前広場」に、「酒い街（さかいまち）通り」をコンセプトとして、百本の和傘を天井から吊るした「和傘通り」が登場した。大学生スタッフがSNSで演出するなど、写真映えスポットを演出し、夜間にはナイトバーが運営された。翌年にも撮影スポットして人気を集めた。
他にも、メルヘン広場でのビアガーデン、おたる潮太鼓保存会による和太鼓の打演、小樽商科大学翔楽舞によるYOSAKOIの演舞、ビンゴ大会、寿司の早食い対決、小樽市内のローカルアイドルや市内外の学生グループによるストリートライブなど、多くのイベントが実施されていた。家族連れでイベントを楽しむための的当て、輪投げ、ヨーヨー釣りなどの縁日も行われていた。
浴衣姿での来場を促すために、レンタルの浴衣も用意されている他、浴衣姿での来場者はドリンクサービスや買物の割引きなどを受けられる特典も用意されていた。2021年（令和3年）には、浴衣姿での来場者を対象として、先着50名に宿泊券や食事券など豪華な景品が当選する抽選会が実施され、初日は開始から2時間ほどで完配する盛況ぶりであった。
2020年のコロナ禍による中止時には、代替として、浴衣姿で堺町通りを散策すると特典などを受けることができるキャンペーン「浴衣でGo To さかいまち」が行われた。2023年（令和5年）には、メルヘン広場以外にも賑わいを出すことを目的として、数台のキッチンカーが配置された。